# Katrina Lehis
Katrina Lehis, född 19 december 1994, är en estländsk fäktare.

## Karriär
Lehis var en del av Estlands lag som tog guld i lagtävlingen i värja vid olympiska sommarspelen 2020 i Tokyo. Hon tog även brons i den individuella tävlingen i värja.
Vid VM 2025 i Tbilisi tog Lehis silver individuellt i värja efter en finalförlust mot ukrainska Vlada Charkova.